# Mar Rominguera
María del Mar Rominguera Salazar, née le 18 juin 1966, est une femme politique espagnole membre du Parti socialiste ouvrier espagnol (PSOE).
Elle devient députée de la circonscription de Zamora en septembre 2014.

## Biographie

### Vie privée
Mariée, elle est mère de deux enfants, Pablo et Marina.

### Formation et profession
Née dans l'enclave espagnole de Ceuta, elle vit et étudie le droit à l'université de Cadix. Elle s'installe dans la province de Zamora après avoir obtenu sa maîtrise universitaire et se marie. Elle exerce la profession d'avocat entre 1996 et 2008, au sein du barreau de Zamora. À cette date, elle se met volontairement en disponibilité et devient assesseure juridique des élus socialistes à la députation provinciale de Zamora tout en étant membre de la commission exécutive municipale du PSOE de Zamora dès 2002.

### Débuts au conseil municipal de Zamora
Elle postule sur la liste conduite par le socialiste Antonio Plaza Escudero lors des élections municipales de mai 2003 et fait son entrée au conseil municipal en siégeant dans l'opposition au maire conservateur Antonio Vázquez Jiménez. Elle est successivement réélue lors des scrutins de 2007 et 2011. Membre du comité exécutif socialiste provincial, elle est choisie pour occuper les fonctions de secrétaire à l'Organisation de l'Union générale des travailleurs (UGT) dans la province en mai 2009 et abandonne, de fait, son poste à la commission exécutive municipale. Elle quitte ses fonctions en septembre 2010.

### Parlementaire nationale
Dans le cadre des élections générales de mars 2008, elle est investie comme suppléante d'Ana Sánchez Hernández sur le ticket sénatorial présenté par le parti dans la circonscription de Zamora. Elle devient sénatrice en août 2011 après la démission de Sánchez, qui souhaitait se consacrer davantage à la politique régionale. Durant son très bref mandat, elle intègre la commission des Affaires étrangères, celle de la Coopération internationale pour le Développement et celle bicamérale chargée des Relations avec le Tribunal des Comptes. Également membre de la commission générale des communautés autonomes, elle est désignée vice-porte-parole à la commission bicamérale de l'Union européenne.
Elle se présente en deuxième position sur la liste du ministre de l'Intérieur Antonio Camacho à l'occasion des élections législatives de novembre 2011 mais seul Camacho remporte un siège dans cette circonscription ancrée à droite,. Devenue entre-temps secrétaire générale du PSOE de Zamora, elle entre au Congrès des députés en septembre 2014 après le retrait de la vie politique de celui-ci. Deuxième secrétaire de la commission de la Coopération internationale pour le Développement, elle siège à la commission des Finances et des Administrations publiques ainsi qu'à celle de la Culture. Elle remporte les primaires internes et se voit désignée tête de liste en vue des élections parlementaires de décembre 2015. En récoltant 22,96 % des voix, sa liste remporte l'un des trois mandats en jeu, ce qui lui permet de conserver son siège de parlementaire. Confirmée dans ses responsabilités à la commission de la Coopération internationale, elle est promue porte-parole titulaire à la commission de l'Équipement. Réélue lors du scrutin législatif anticipé de juin 2016, elle est désignée membre suppléante de la députation permanente en juillet 2017 après le retour de Pedro Sánchez au secrétariat général du PSOE. Elle se montre défavorable à l'abstention des socialistes lors du deuxième vote d'investiture de Mariano Rajoy comme président du gouvernement et demande à la direction provisoire des « moyens » pour exprimer ce refus, tout en admettant qu'elle ne contreviendra pas à la position décidée par le Comité fédéral. En novembre 2017, Gloria Rojas, secrétaire générale du PSOE de Melilla, annonce que Mar Rominguera est chargée de représenter les intérêts de Melilla au Congrès des députés pour le compte des socialistes car María del Carmen Dueñas, unique députée de l'enclave, est membre du Parti populaire,.